# Ľubomír Horňák
Ľubomír Horňák (Kassa, 1964. október 24. –) szlovák zenész, zeneszerző, az Elán együttes tagja.

## Albumok

### Elán
- Netvor z čiernej hviezdy Q7A (1991)
- Hodina angličtiny (1994)
- Hodina pravdy (1997)
- Elán 3000 (2002)
- Tretie oko (2003)
- Anjelska daň (2010)
- Živých nás nedostanú (2014)
- Najvyšší čas (2019)

## Televízió
1996–1999 között a Markíza Televízió munkatársa volt.

## Fordítás
- Ez a szócikk részben vagy egészben  a(z)   Ľubo Horňák című szlovák Wikipédia-szócikk ezen változatának fordításán alapul.  Az eredeti cikk szerkesztőit annak laptörténete sorolja fel. Ez a jelzés csupán a megfogalmazás eredetét és a szerzői jogokat jelzi, nem szolgál a cikkben szereplő információk forrásmegjelöléseként.